# Almoshof
Almoshof (nürnbergisch: Almashuf) ist ein Stadtteil der kreisfreien Stadt Nürnberg (Statistischer Stadtteil 7 – Nordwestliche Außenstadt).

## Geographie

### Lage
Almoshof bildet mit Lohe im Osten eine geschlossene Siedlung. Diese befindet sich inmitten des Knoblauchslandes nördlich des Innenstadtgebietes und südlich des Nürnberger Flughafens. Gemeindeverbindungsstraßen führen die Bundesstraße 4 kreuzend Schnepfenreuth (0,9 km westlich), nach Marienberg (1,9 km östlich) und die B kreuzend nach Buch (1,3 km westlich).

## Geschichte

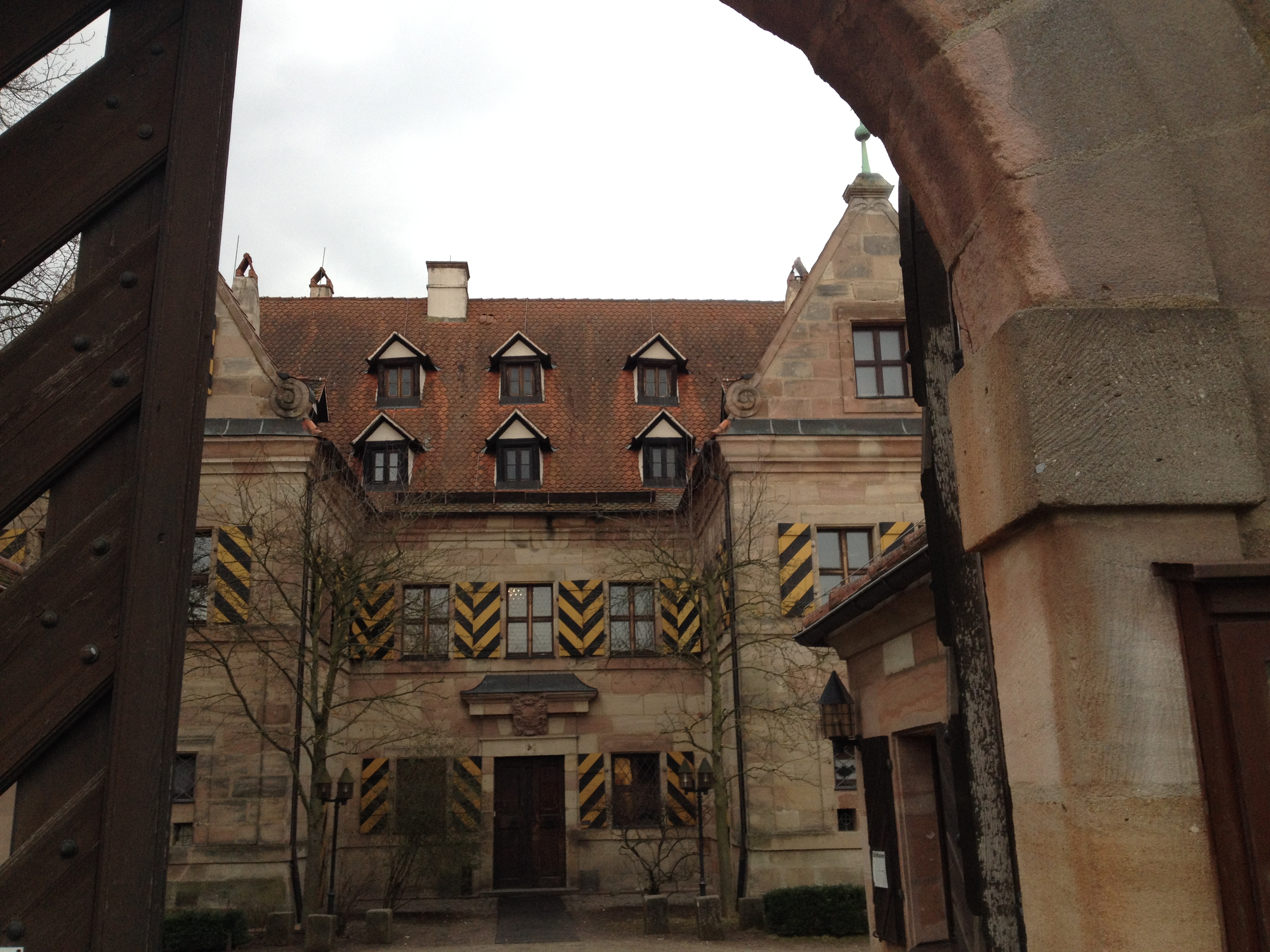
Das Holzschuher-Schloss, Sitz des Kulturladen Schloss Almoshof

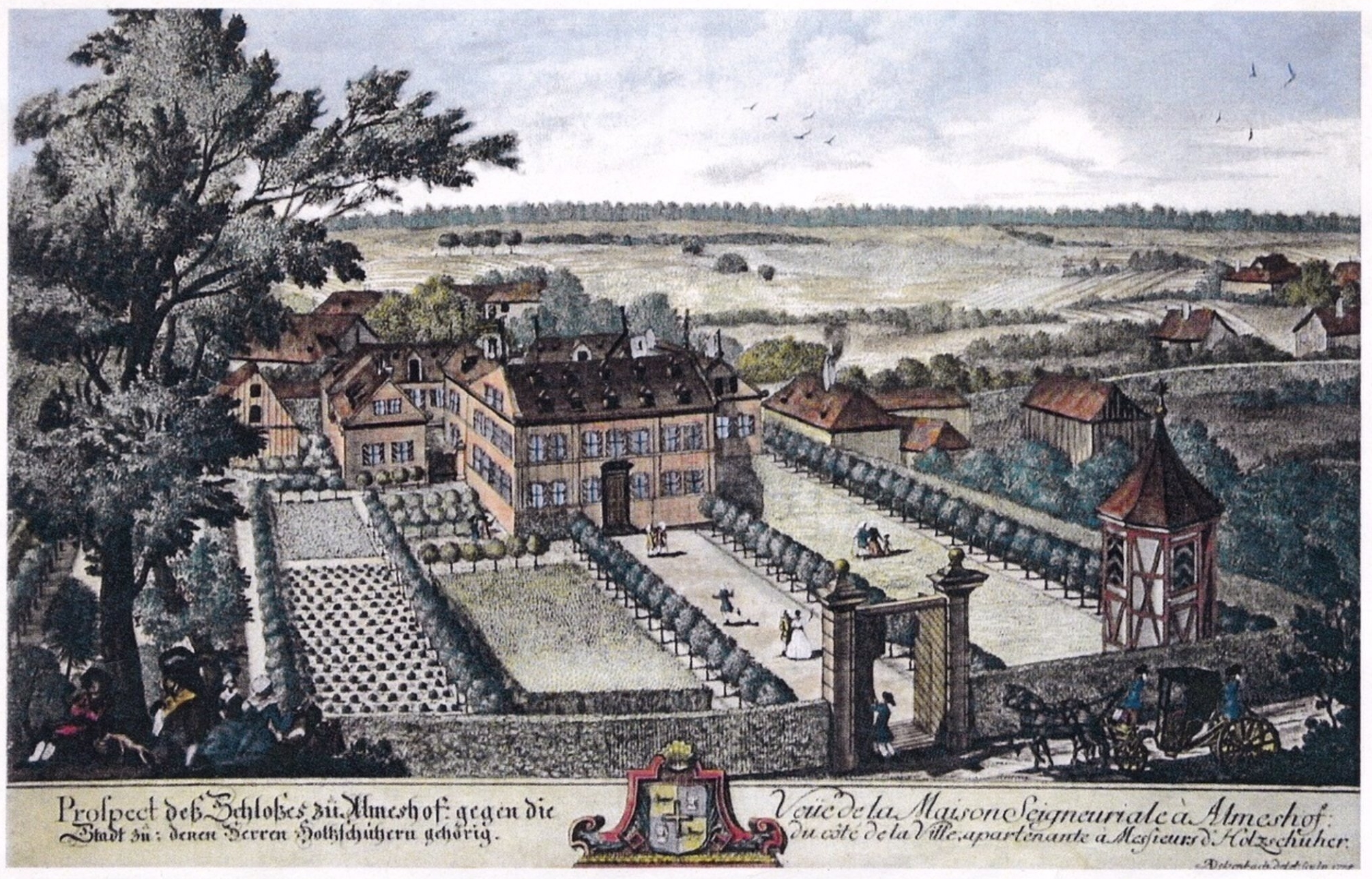
Holzschuher-Schloss Almoshof 1728 mit Barockgarten

### Ortsgeschichte
Der Ort wurde 1307 als „Alhamshoff“ erstmals urkundlich erwähnt. Das Bestimmungswort des Ortsnamens ist der Personenname Alham. Eine Umdeutung zu Almosen erfolgte ab dem 17. Jahrhundert. Die Nürnberger Patrizierfamilie Holzschuher hatte bereits kurz nach der ersten Erwähnung Grundbesitz in Almoshof, übte die Dorf- und Gemeindeherrschaft aus und errichtete schon im frühen 15. Jahrhundert den ersten Herrensitz, über den sie 1517 der Reichsstadt das Öffnungsrecht einräumte. Im Kriegsfall hätte der Rat daher den Sitz mit Truppen belegen dürfen. Der Herrensitz (Almoshofer Hauptstraße 49–53) blieb bis zum Verkauf an die Stadt Nürnberg im Jahr 1941 im Besitz der Freiherren von Holzschuher. Der einst nach hinten gelegene Barockgarten ist verschwunden, auch die noch 1957 erhaltene historische Butzenscheibenverglasung wurde beseitigt. Das Patrizierschloss verfügt noch über einen Saal mit stuckierter Decke und originalem Holzdielenboden im Obergeschoss. Das Holzschuher-Schlösschen wird heute vom Amt für Kultur und Freizeit der Stadt Nürnberg betreut und als städtischer Kulturladen genutzt.
Später folgten weitere Nürnberger Patrizier mit ihren Schlösschen. Im Zweiten Markgrafenkrieg wurden der Ort und die vier Herrensitze zerstört und in den Folgejahren wieder aufgebaut. Neben dem Holzschuher-Schloss waren dies die Herrensitze der Praun (Irrhainstraße 19–25; 1524 von der Familie Starck erbaut, 1537 an die Praun verkauft, die den Sitz bis zum Aussterben der älteren Linie 1867 behielten, der „Praunsche Sitz“ wurde um 1870 abgerissen, nur das barocke Voithaus Irrhainstr. 25 ist erhalten); sodann der Herrensitz der Stromer (Almoshofer Hauptstraße 84, seit 1517 in wechselndem Besitz, ab 1586 Sitz der Stromer, 1943 zerstört, die Grundstücke noch im Familienbesitz); ferner der Sitz der Imhoff (Irrhainstraße 8, 1547–ca. 1750 Imhoff, danach von Thill, von Peßler und ab 1779 von Praun, der Herrensitz 1943 weitgehend zerstört).
Gegen Ende des 18. Jahrhunderts bestand Almoshof aus 54 Anwesen. Das Hochgericht übte die Reichsstadt Nürnberg aus, was vom brandenburg-bayreuthischen Oberamt Baiersdorf bestritten wurde. Die Dorf- und Gemeindeherrschaft hatte der Nürnberger Eigenherr von Holzschuher. Grundherr waren die Reichsstadt Nürnberg (Landesalmosenamt: 1 Gut) und Nürnberger Eigenherren (von Grundherr: 1 Halbhof, 1 Gütlein; von Holzschuher: 1 Herrensitz, 4 Güter, 18 Gütlein, 3 Häuser, Gemeindehirtenhaus; von Imhoff: 1 Halbhof, 2 Güter, 1 Gütlein, 1 Haus; von Löffelholz: 1 Herrensitz, 1 Haus; von Praun: 1 Herrensitz, 1 Halbgut, 1 Gut, 1 Gütlein, 1 Haus; von Tucher: 1 Erbschenkstatt, 1 Halbhof, 1 Gut, 10 Gütlein, 1 Haus).
1796 wurde Almoshof wie das gesamte Knoblauchsland unter die Verwaltung Preußens gestellt. Von 1797 bis 1810 unterstand der Ort dem Justiz- und Kammeramt Erlangen. 1810 kam Almoshof an das Königreich Bayern. Im Rahmen des Gemeindeedikts wurde Almoshof dem 1813 gebildeten Steuerdistrikt und der im selben Jahr gebildeten Ruralgemeinde Buch zugewiesen. Mit dem Zweiten Gemeindeedikt (1818) entstand die Ruralgemeinde Almoshof, die nun zum Steuerdistrikt Kraftshof gehörte. Sie war in Verwaltung und Gerichtsbarkeit dem Landgericht Erlangen zugeordnet und in der Finanzverwaltung dem Rentamt Erlangen. In der freiwilligen Gerichtsbarkeit unterstanden die Anwesen Patrimonialgerichten. Ab 1862 gehörte Almoshof zum Bezirksamt Nürnberg. Die Gerichtsbarkeit ging 1862 an das Landgericht Nürnberg über (1879 in Amtsgericht Nürnberg umbenannt). Die Finanzverwaltung wurde 1871 vom Rentamt Nürnberg II übernommen (1919 in Finanzamt Nürnberg-Nord umbenannt). Die Gemeinde hatte 1904 eine Gebietsfläche von 2,193 km². Am 1. November 1923 wurde Almoshof nach Nürnberg eingemeindet.

### Das Holzschuherschlösschen

#### Chronik
- 1517: Erste urkundliche Erwähnung, erbaut von der Patrizierfamilie Holzschuher. Eine Replik des Familienwappens (mit dem typischen Holzschuh) ist über der Eingangstür zu sehen.
- 1552/53: Im Markgrafenkrieg abgebrannt.
- 1692/93: Wiederaufbau des Schlosses in der noch heute erhaltenen Form: ein zweigeschossiger Bau mit einem hufeisenförmigen Grundriss aus Sandsteinquadern und Nebengebäuden. Prunkstück des Barockschlösschens ist die Wendeltreppe, deren Spindel aus einem einzigen Baumstamm gefertigt wurde.
- 1941: Das Schloss wurde vom früheren Regierungspräsidenten Wilhelm von Holzschuher für 70.000 Reichsmark an die Stadt Nürnberg verkauft, die dort ein Gästehaus (u. a. für die Reichsparteitage) einrichten wollte, was aber des Krieges wegen unterblieb.
- 1942–1969: Ab dem Ende des Zweiten Weltkrieges diente das Schloss und seine Nebengebäude als Notunterkunft für ausgebombte Familien und Wohnstätte. Manche Bewohner lebten nur wenige Monate in Schloss Almoshof, andere verweilten dort für Jahrzehnte. Die letzte Familie, die das Schloss bewohnte, verließ das Gebäude im Jahr 1969.[16]
- 1971: Der Rechtsextremist Karl-Heinz Hoffmann (sogenannte Wehrsportgruppe Hoffmann) schloss mit der Stadt Nürnberg einen 25-jährigen Pachtvertrag für das Anwesen mit der Auflage, das heruntergekommene Anwesen wieder instand zu setzen.
- 1974: Die Stadt Nürnberg kündigte Karl-Heinz Hoffmann aufgrund seiner rechtsextremistischen Gesinnung und nach polizeilichen Durchsuchungen des Anwesens frühzeitig den Pachtvertrag. Für seine bereits getätigten Instandsetzungsarbeiten bezahlte die Stadt Hoffmann eine Summe von rund 150.000 D-Mark.[17]
- 1976: Gründung des Vereins Begegnungsstätte Schloss Almoshof e. V. Die Idee des Vereins ist es, die Gebäude des Schlosses peu à peu zu renovieren und ein abwechslungsreiches Freizeit- und Kulturprogramm für die Menschen aus dem Knoblauchsland anzubieten.
- 1978/79: Das erste Nebengebäude (heute ein Seminarraum) wurde seiner Bestimmung übergeben und diente als Büro und Veranstaltungsort zugleich. Zwei weitere Gebäude wurden umfangreich renoviert, darunter auch das Hauptgebäude. Die weiteren Nebengebäude stehen leer oder beherbergen Lagerräume.
- 1983: In das westliche Nebengebäude des Schlosses zog ein aus der Begegnungsstätte hervorgehender Kinderladen ein, der sich bis heute dort befindet.
- 1986: Die Einrichtung wurde in die städtische Kulturladenkette einbezogen und der Kulturladen Schloss Almoshof eröffnet.
- 2019/20: Der Kulturladen erhielt eine umfangreiche Hofsanierung und neue Toilettenanlagen.

#### Kulturladen
In Almoshof befindet sich einer von 11 Nürnberger Kulturläden. Der Kulturladen Schloss Almoshof, ansässig im Holzschuherschlösschen, ist Kulturzentrum und Begegnungsstätte für den äußeren Nürnberger Norden und das Knoblauchsland. Das Angebot reicht von Ausstellungen zeitgenössischer Kunst, über Konzerte und Workshops, literarische Angebote, Kinderangebote, Kreativangebote, Wanderungen sowie regelmäßigen Gruppen und Kursen. Außerdem wird ein Weihnachtsmarkt und im Sommer ein Kunstmarkt veranstaltet. Das Hauptgebäude des Schlosses ist Ort der Ausstellungen und eines kleinen Cafés. In den Nebengebäuden befindet sich ein Seminarraum und ein Mehrzweckraum.
Die Räume der Einrichtung können auch für Tagungen, Schulungen, Seminare und private Feiern angemietet werden. Ein weiteres Nebengebäude samt Spielplatz wird von einem Kinderladen genutzt. Außerdem ist das Haus Vereinstreff der Forschungsgruppe Höhle und Karst Franken.

### Baudenkmäler
In Almoshof gibt es zehn Baudenkmäler:
- Almoshofer Hauptstr. 51: Holzschuher-Schlösschen
- Almoshofer Hauptstr. 77: Ehemaliges Schulhaus
- Almoshofer Hauptstr. 93: Ehemaliges Wohnstallhaus mit Schuppen
- Irrhainstraße 12a: Scheune und Vogthaus des ehemaligen Imhoff’schen Herrensitzes
- Irrhainstraße 19, 23, 25: Zinnenmauer, Wohnhaus und Vogthaus des ehemaligen Praun’schen Herrensitzes
- Irrhainstraße 27: Wohnhaus
- Sylter Straße: Sogenannte Praun’sche Säule

ehemalige Baudenkmäler
- Almoshofer Hauptstr. 48, 52, 59, 63, 71, 72, 87, 99, 101; Irrhainstraße 22, 24, 26 und 34; Obere Stadtgasse 86; Untere Stadtgasse 82: Eingeschossige Wohnhäuser[19]
- Almoshofer Hauptstr. 62: Zweigeschossiges Wirtshaus „Zum schwarzen Adler“ mit dreigeschossigem Mäander-Volutengiebel und Stockwerkgesimsen, bezeichnet „1837, C. E.“[19]
- Almoshofer Hauptstr. 74/76: Sogenanntes Holzschuher’sches Gut, wohl einst zum Schlösschen gehörig. Eingeschossiges Wohnhaus mit dreigeschossigem Giebel, erste Hälfte des 19. Jahrhunderts; Hofhaus und Scheune mit Fledermausgauben 17./18. Jahrhundert. Hofeinfahrt mit teilweise verputzten, profilierten Sandsteinpfeilern, 19. Jahrhundert.[19]
- Almoshofer Hauptstr. 75: Fachwerkscheune des 18. Jahrhunderts[19]
- Almoshofer Hauptstr. 90: Hofmauer des 17./18. Jahrhunderts[19]
- Irrhainstraße 5, 9/11: Hofanlage der ersten Hälfte des 19. Jahrhunderts[19]
- Sonntagsweg 1: Sogenanntes Türkenhäuschen, vermutlich 1685, für einen gefangenen Türken erbaut. Eingeschossiges Haus in Nachfolge des Typus der sogenannten Schwedenhäuser mit Walmdach und Schleppgauben, an der Westseite Krüppelwalm, innen tragendes Kerngerüst von sechs Holzstützen, modern umgestaltet; Schupfen und Scheune.[19]

### Einwohnerentwicklung
| Jahr      | 1818   | 1840   | 1852   | 1855   | 1861   | 1867   | 1871   | 1875   | 1880   | 1885   | 1890   | 1895   | 1900   | 1905   | 1910   | 1919   |
| Einwohner | 312    | 376    | 445    | 423    | 426    | 390    | 414    | 442    | 500    | 518    | 531    | 554    | 593    | 611    | 713    | 744    |
| Häuser    | 67     | 72     |        |        |        |        | 79     |        |        | 92     | 26     |        | 93     |        |        |        |
| Quelle    | [ 21 ] | [ 22 ] | [ 23 ] | [ 23 ] | [ 24 ] | [ 25 ] | [ 26 ] | [ 27 ] | [ 28 ] | [ 29 ] | [ 30 ] | [ 23 ] | [ 13 ] | [ 23 ] | [ 31 ] | [ 23 ] |

## Religion
Almoshof ist seit der Reformation evangelisch-lutherisch geprägt und bis heute nach St. Georg (Nürnberg-Kraftshof) gepfarrt. Die Einwohner römisch-katholischer Konfession sind nach St. Martin (Nürnberg) gepfarrt.

## Persönlichkeiten
- Wilhelm Freiherr von Holzschuher (1893–1965), Gutsbesitzer und nationalsozialistischer Regierungspräsident von Niederbayern und der Oberpfalz sowie SS-Gruppenführer